# A History of Violence
A History of Violence (br: Marcas da Violência / pt: Uma História de Violência) é um filme de ação e suspense policial produzido nos Estados Unidos e Alemanha em 2005, realizado por David Cronenberg e escrito por Josh Olson. Baseado numa história em quadrinhos da DC Comics de mesmo título de John Wagner e Vince Locke. O filme é estrelado por Viggo Mortensen como o proprietário de um diner de uma pequena cidade que é lançado no centro das atenções após enfrentar dois ladrões em legítima defesa, mudando assim sua vida para sempre.
O filme esteve na competição principal da Palma de Ouro 2005. O filme teve lançamento limitado nos Estados Unidos em 23 de setembro de 2005 e lançamento amplo em 30 de setembro de 2005.
A History of Violence foi elogiada por suas performances e seu roteiro, atmosfera e enredo; William Hurt foi indicado ao Oscar de Melhor Ator Coadjuvante, enquanto Olson foi indicado ao Melhor Roteiro Adaptado. O Los Angeles Times classificou-o como o último grande filme de Hollywood a ser lançado em VHS. O próprio Mortensen o elogiou como "um dos melhores filmes [em que] já participou, senão o melhor", também declarando que foi um "filme noir perfeito" ou "quase perfeito".

## Sinopse
Tom Stall (Viggo Mortensen) leva uma vida tranquila e feliz na pequena cidade de Millbrook, no estado de Indiana, onde mora com a sua esposa Edie (Maria Bello) e os seus dois filhos.
Um dia esta rotina de calma é interrompida quando Tom consegue impedir um assalto no seu restaurante. Percebendo o perigo, Tom antecipa-se e consegue salvar os seus clientes e amigos e, em legítima defesa, mata dois criminosos. Considerado um herói, Tom tem a sua vida inteiramente transformada a partir de então.
Os média passam a segui-lo, o que o obriga a falar com eles regularmente e faz com que ele deseje que a sua vida retorne à calma anterior. Surge então na sua vida Carl Fogarty (Ed Harris), um misterioso homem que acredita que Tom lhe fez mal no passado.
A cena final deste filme foi gravada no Eaton Hall.

## Elenco
- Viggo Mortensen como Thomas "Tom" Stall / Joseph "Joey" Cusack
- Maria Bello como Edie Stall
- Ed Harris como Carl Fogarty
- William Hurt como Richie Cusack
- Ashton Holmes como Jack Stall
- Peter MacNeill como o xerife Sam Carney
- Stephen McHattie como Leland Jones
- Greg Bryk como Billy Orser
- Kyle Schmid como Bobby
- Sumela Kay como Judy Danvers
- Gerry Quigley como Mick
- Deborah Drakeford como Charlotte
- Heidi Hayes como Sarah Stall
- Aidan Devine como Charles "Charlie" Roarke
- Bill McDonald como Frank Mulligan
- Michelle McCree como Jenny Wyeth
- Ian Matthews como Ruben
- R.D. Reid como Pat
- Morgan Kelly como amigo de Bobby

## Produção
A maior parte do filme foi filmada em Millbrook, Ontário. A cena do shopping center foi filmada em Tottenham, Ontário, e a cena climática foi filmada na histórica Eaton Hall Mansion, localizada em King City, Ontário.

### Versões alternativas
As versões americana e europeia diferem em apenas duas cenas de luta: uma em que Tom quebra o nariz de um dos capangas de Fogarty e outra em que ele pisa na garganta de um dos capangas de Richie Cusack. Ambas as cenas mostram mais sangue fluindo ou jorrando das vítimas na versão europeia. Além disso, um efeito de som de esmagamento de ossos mais pronunciado é usado quando Tom pisa na garganta do bandido.
Uma cena deletada, conhecida como "Cena 44", apresenta uma sequência de sonho na lanchonete, onde Fogarty diz a Tom que vai matá-lo e sua família; ao que Tom responde atirando nele com sua espingarda à queima-roupa. Ele então se aproxima do corpo mutilado de Fogarty, que levanta uma arma e atira nele. Na filmagem dos extras do DVD no set, Mortensen sugere que Harris deveria puxar a arma de sua cavidade torácica. Cronenberg, embora se divirta com a ideia, rejeita-a por ser muito autorreferencial; ele cita uma sequência em seu filme Videodrome, em que um personagem puxa uma arma de uma fenda em seu estômago.

## Interpretação
O título do filme atua em vários níveis de significado. O crítico de cinema Roger Ebert afirmou que Cronenberg se refere a 3 possibilidades:
... (1) um suspeito com um longo histórico de violência; (2) o uso histórico da violência como meio de resolver disputas e (3) a violência inata da evolução darwiniana, na qual organismos mais bem adaptados substituem aqueles menos capazes de lidar com ela. "Eu sou um darwiniano completo", diz Cronenberg, cujo novo filme é, em muitos aspectos, sobre a sobrevivência do mais apto - a todo custo.
O próprio Cronenberg descreveu o filme como uma meditação sobre o corpo humano e sua relação com a violência:
Para mim, o primeiro fato da existência humana é o corpo humano. Não sou ateu, mas me afastar de qualquer aspecto do corpo humano para mim é uma traição filosófica. E há muita arte e religião cujo propósito é afastar-se do corpo humano. Eu sinto em minha arte que meu mandato é não fazer isso. Portanto, sejam coisas bonitas - a parte da sexualidade, a parte violenta ou a pegajosa - são apenas fluidos corporais. É quando Elliott em Dead Ringer ( sic) diz: "Por que não há concursos de beleza para o interior dos corpos?" É um pensamento que me perturba. Como podemos ter nojo de nossos próprios corpos? Isso realmente não faz nenhum sentido humano. Faz algum sentido animal, mas não faz sentido humano, então estou sempre discutindo isso em meus filmes e neste filme em particular. Nunca senti que fui explorador de uma forma grosseira e vulgar, ou apenas fiz isso para chamar a atenção. Sempre teve um propósito sobre o qual posso ser muito articulado. Neste filme, temos um público que definitivamente vai aplaudir esses atos de violência e eles o fazem porque está estabelecido que esses atos são justificáveis e quase heróicos às vezes. Mas estou dizendo: "Ok, se você pode aplaudir isso, você pode aplaudir isso?" porque isso é o resultado daquele tiro na cabeça. Não é legal. E mesmo que a violência seja justificável,as consequências da violência são exatamente as mesmas. O corpo não sabe qual foi a moralidade desse ato. Portanto, estou pedindo ao público para ver se eles podem conter toda a experiência deste ato violento em vez de apenas o heróico / dramático. Estou dizendo "Aqui estão os efeitos realmente desagradáveis sobre esses caras desagradáveis, mas ainda assim, os efeitos são muito desagradáveis." E esse é o paradoxo e o enigma."

## Lançamento
A History of Violence estreou no Festival de Cinema de Cannes em maio de 2005 e foi lançado nos Estados Unidos em 30 de setembro após um lançamento limitado de sucesso em 23 de setembro de 2005.

### Mídia doméstica
O filme foi lançado nos formatos DVD e VHS em 14 de março de 2006, e foi relatado pelo Los Angeles Times como sendo o último grande filme de Hollywood a ser lançado em VHS.

## Recepção

### Bilheteria
O filme começou com um lançamento limitado em 14 cinemas e arrecadou US$515.992 nas bilheterias, com uma média de US$36.856 por sala de cinema. Uma semana depois, teve um amplo lançamento em 1.340 cinemas e arrecadou $8.103.077 em seu fim de semana de estreia. Durante toda a sua exibição nos cinemas, o filme arrecadou $31.504.633 nos Estados Unidos e $60.334.064 em todo o mundo.

### Resposta crítica
O filme foi amplamente aclamado pela crítica de cinema. O agregador de críticas Rotten Tomatoes dá ao filme uma pontuação de 87% com base em 216 resenhas de críticos, com uma classificação média de 7,87 / 10. O consenso do site diz: "A History of Violence levanta questões convincentes e ponderadas sobre a natureza da violência, enquanto representa um retorno à forma para o diretor David Cronenberg em uma de suas peças mais atípicas." No Metacritic, o filme teve uma pontuação média de 81 em 100, com base em 37 críticas. Foi classificado como o melhor filme de 2005 na Village Voice Film Poll. Empire considerou o filme o 448º maior filme de todos os tempos. A revista francesa Cahiers du cinéma classificou o filme como o 5º lugar em sua lista de melhores filmes da década de 2000-2009.
O crítico da Rolling Stone, Peter Travers, deu ao filme quatro estrelas, destacando seu "poder explosivo e sagacidade subversiva", e elogiou David Cronenberg como um "diretor de classe mundial, no auge de sua forma surpreendentemente criativa". A crítica da Entertainment Weekly Lisa Schwarzbaum deu ao filme um A, concluindo que "o brilhante filme de David Cronenberg" foi "sem dúvida um dos melhores do ano". Manohla Dargis do The New York Times chamou o filme de criador de mentes e observou a "recusa de Cronenberg em nos permitir a violência no cinema sem pagar um preço". Roger Ebert também deu ao filme uma crítica muito positiva, observando que A History of Violence parece enganosamente simples, vindo de um diretor com a complexidade peculiar de Cronenberg. Mas pense novamente. Este não é um filme sobre enredo, mas sobre personagens. "Ele deu 3 estrelas e meia (de 4).
Em dezembro de 2005, foi incluído na lista anual dos dez melhores filmes canadenses do Festival Internacional de Cinema de Toronto.
Em sua lista dos melhores filmes da década, Peter Travers nomeou este filme como nº 4, elogiando o diretor David Cronenberg:

O diretor canadense David Cronenberg é o artista independente mais desconhecido do cinema? Aposte nisso ... Cronenberg sabe que a violência está ligada ao nosso DNA. Seu filme mostrou como secretamente desejamos o que condenamos publicamente. Este é um veneno potente para um thriller e Cronenberg puro e inesquecível.
O crítico de cinema da BBC, Mark Kermode, considerou o filme o melhor de 2005.
Em 2016, o filme foi classificado entre os 100 maiores filmes desde 2000 em uma pesquisa da crítica internacional realizada por 177 críticos de todo o mundo.

## Prémios e nomeações
Venceu
- Prêmio Bodil
  - Melhor Filme Americano
- Hollywood Legacy Awards
  - Escritor do ano (Josh Olson)
- Dallas-Fort Worth Film Critics Association
  - Os dez melhores filmes - No. 8
- Kansas City Film Critics Circle Awards
  - Melhor Atriz Coadjuvante (Maria Bello)
- Associação de Críticos de Cinema de Los Angeles
  - Melhor ator coadjuvante (William Hurt)
- Sociedade Nacional de Críticos de Cinema
  - Melhor diretor Diretor (David Cronenberg)
  - Melhor ator coadjuvante (Ed Harris)
- Associação de Críticos de Nova Iorque
  - Melhor ator coadjuvante (William Hurt)
  - Melhor atriz coadjuvante (Maria Bello)
- Online Film Critics Society
  - Melhor diretor (David Cronenberg)
  - Melhor filme
  - Melhor atriz coadjuvante (Maria Bello)
- Sociedade dos Críticos de Cinema de San Diego
  - Melhor edição (Ronald Sanders)
- Associação de Críticos de Cinema de Toronto
  - Melhor diretor (David Cronenberg)
  - Melhor filme
- Village Voice Film Poll
  - Melhor filme
  - Melhor diretor (David Cronenberg)
  - 7º Melhor Desempenho de Liderança (Viggo Mortensen)
  - Melhor Performance de Apoio (Maria Bello)
  - 5º Melhor Desempenho de Apoio (William Hurt)
  - 7º Melhor Desempenho de Apoio (Ed Harris)
  - 3º Melhor Roteiro (Josh Olson)

Indicações
- Oscar 2006
  - Melhor texto, roteiro baseado em material previamente produzido ou publicado (Josh Olson)
  - Melhor ator coadjuvante (William Hurt)
- British Academy Film Awards
  - Roteiro adaptado (Josh Olson)
- Belgian Syndicate of Cinema Critics
  - Grand Prix
- Mystery Writers of America Edgar Awards
  - Melhor filme de cinema (Josh Olson)
- USC Scripter Awards
  - John Wagner e Vince Locke (autores) e Josh Olson (roteirista)
- Festival de Cannes
  - Palma de Ouro (David Cronenberg)[23]
- Prêmios Globo de Ouro de 2006
  - Melhor filme – Drama
  - Melhor atriz – Drama (Maria Bello)
- Gotham Awards
  - Melhor filme (David Cronenberg)
- Associação de Críticos de Cinema de Los Angeles
  - Melhor filme
  - Melhor diretor (David Cronenberg)
- Online Film Critics Society
  - Melhor edição (Ronald Sanders)
  - Melhor roteiro – Adaptado (Josh Olson)
  - Melhor ator coadjuvante (William Hurt)
- Prêmios Satellite
  - Melhor filme – Drama
  - Melhor ator – Drama (Viggo Mortensen)
  - Melhor atriz – Drama (Maria Bello)
- Writers Guild of America Awards
  - Melhor roteiro – Adaptado (Josh Olson)

## Trilha sonora
A trilha sonora de A History of Violence foi lançada em 11 de outubro de 2005.
| N.º            | Título          | Artist         | Duração |  |
| 1.             | "Motel"         | Howard Shore   | 3:11    |  |
| 2.             | "Tom"           | Howard Shore   | 1:31    |  |
| 3.             | "Cheerleader"   | Howard Shore   | 1:59    |  |
| 4.             | "Diner"         | Howard Shore   | 1:51    |  |
| 5.             | "Hero"          | Howard Shore   | 2:42    |  |
| 6.             | "Run"           | Howard Shore   | 2:26    |  |
| 7.             | "Violence"      | Howard Shore   | 3:13    |  |
| 8.             | "Porch"         | Howard Shore   | 4:17    |  |
| 9.             | "Alone"         | Howard Shore   | 1:37    |  |
| 10.            | "The staircase" | Howard Shore   | 2:44    |  |
| 11.            | "The Road"      | Howard Shore   | 3:06    |  |
| 12.            | "Nice Gate"     | Howard Shore   | 3:15    |  |
| 13.            | "The Return"    | Howard Shore   | 4:39    |  |
| 14.            | "Ending"        | Howard Shore   | 3:48    |  |
| Duração total: | Duração total:  | Duração total: | 40:19   |  |